# Guča Trompetfestival
Guča Trompetfestival (også kendt som Dragačevski sabor; serbisk: Драгачевски сабор) er en årlig festival for brassbands i byen Guča, i nærheden af den større by Čačak, i Dragačevo-regionen i det vestlige Serbien. Guča ligger en tre-timers busrejse fra hovedstaden Beograd.
300.000 besøgende tager til den lille by med omtrent 2.000 indbyggere hvert år, både fra Serbien og udlandet. Udskillelsesrunder tidligere på året betyder, at kun et par dusin bands får kommer til at konkurrere. Den officielle festival i Guča er opdelt i tre dele. Fredagens åbningskoncert, lørdagsaftenens fester og søndagens konkurrencer. Fredagens koncerter afholdes ved indgangen til den officielle Guča Trompetfestivals bygning. I denne begivenhed deltager tidligere vindere, og hvert band kommer til at spille tre melodier, mens folkedansere, alle iklædt lyse strikkemønstre, danser kolo- og horadanse foran et opildnet publikum.